# Torneo de Doha 2013
El Qatar ExxonMobil Open es un evento de tenis de la serie 250, se disputa en Doha, Catar en el Khalifa International Tennis Complex desde el 30 de diciembre hasta el 6 de enero de 2013.

## Cabeza de serie

### Cabezas de serie (individual masculino)
| Tenista               | Ranking | Preclasificada |
| David Ferrer          | 5       | 2              |
| Richard Gasquet       | 10      | 2              |
| Philipp Kohlschreiber | 20      | 3              |
| Mijaíl Yuzhny         | 25      | 4              |
| Jérémy Chardy         | 32      | 5              |
| Viktor Troicki        | 38      | 6              |
| Feliciano López       | 40      | 7              |
| Pablo Andújar         | 42      | 8              |

- Ranking del 12 de noviembre de 2012

### Cabezas de serie (dobles masculino)
| Tenista                          | Ranking | Preclasificada |
| Robert Lindstedt Nenad Zimonjic  | 28      | 1              |
| Daniele Bracciali Oliver Marach  | 69      | 2              |
| Frantisek Cermak Michal Mertinak | 72      | 3              |
| Julian Knowle Filip Polasek      | 72      | 4              |

## Campeones

### Individuales masculinos
Richard Gasquet venció a  Nikolái Davydenko por 3-6, 7-6(7-4),6-3

### Dobles masculinos
Christopher Kas /  Philipp Kohlschreiber  vencieron a  Daniele Bracciali /  Oliver Marach por 7-5, 6-4